# Schloen-Dratow
Schloen-Dratow är en kommun i Landkreis Mecklenburgische Seenplatte i förbundslandet Mecklenburg-Vorpommern i Tyskland.
Kommunen Dratow-Schloen bildades 1 januari 2012 genom en sammanslagning av de tidigare kommunerna Groß Dratow och Schloen. Namnet ändrades till Schloen-Dratow 1 januari 2014.
Kommunen ingår i kommunalförbundet Amt Seenlandschaft Waren tillsammans med kommunerna Grabowhöfe, Groß Plasten, Hohen Wangelin,  Jabel, Kargow, Klink, Klocksin, Moltzow, Peenehagen, Torgelow am See och Vollrathsruhe.